# Aleksander Nikolajevič Ostrovski
Aleksander Nikolajevič Ostrovski (rus Алекса́ндр Никола́евич Остро́вский, Moskva, 12. travnja 1823. – Ščelnikovo, 14. lipnja 1886.), ruski književnik 
Djetinjstvo je proveo u moskovskom trgovačkom predgrađu. Neko vrijeme je bio činovnik na sudu, što mu je pomoglo da upozna junake svojih drama. Napisao je oko 50 kazališnih komada, a najveći dio rada posvetio je prikazivanju "mračnog carstva" patrijarhalnog trgovačkog staleža. Bogati trgovci i njihov moral, nevolje pokrajinskih glumaca, poslovni ljudi koji stječu ugled "pametnim novcem", propadanje plemstva i varljiva idiličnost života u provinciji, sve je to obuhvatio u svome dramskom djelu. 
Pisao je i povijesne drame, u kojima je idealizirao rusku povijest. Služeći se folklorom, napisao je "novi mit u poetskom obliku", "proljetnu bajku" "Snježana". Kao dramski pisac, prevoditelj klasika, kazališni radnik označio je čitavu epohu u razvoju ruskog teatra. Stvorio je realistički nacionalni repertoar ruskog kazališta.
Djela:
- "Siromaštvo nije porok"
- "Bez krivnje krivi"
- "Šuma"
- "Oluja"
- "Unosno mjesto"
- "Vuci i ovce"
- "Talenti i obožavatelji"